# Darío Rojas
Rubén Darío Rojas (Buenos Aires, 20 januari 1960) is een voormalig Boliviaans voetballer, die speelde als doelman. Hij werd geboren in Argentinië.

## Clubcarrière
Rojas beëindigde zijn actieve loopbaan in 2003 bij de Boliviaanse club Guabirá na eerder onder meer voor Club Bolívar, Club San José, Club Real Santa Cruz en Oriente Petrolero te hebben gespeeld.

## Interlandcarrière
Rojas speelde in totaal achttien interlands voor Bolivia in de periode 1993-1994. Onder leiding van bondscoach Xabier Azkargorta maakte hij zijn debuut op 29 januari 1993 in de vriendschappelijke thuiswedstrijd tegen Honduras, die eindigde in een 3-1 overwinning voor Bolivia door treffers van Gustavo Quinteros en Johnny Villarroel (2). Ook Marco Antonio Sandy, José María Romero en Gustavo Quinteros maakten  in die wedstrijd hun debuut voor Bolivia. Rojas nam met zijn vaderland deel aan de strijd om de Copa América 1993 en het WK voetbal 1994. Hij was bij dat laatste toernooi tweede keuze achter Carlos Trucco, die van Azkargorta de voorkeur kreeg in alle drie de groepswedstrijden.